# Elvan (Name)
Elvan ist ein türkischer weiblicher und männlicher Vorname sowie Familienname arabischer Herkunft mit der Bedeutung „mehrfarbig, bunt“.

## Namensträger

### Weiblicher Vorname
- Elvan Abeylegesse (* 1982), türkische Leichtathletin äthiopischer Herkunft
- Elvan Dişli (* 1987), türkische Schauspielerin
- Elvan Korkmaz (* 1985), deutsche Politikerin

### Familienname
- Berkin Elvan (1999–2014), türkisches Opfer eines Polizeieinsatzes in Istanbul
- Lütfi Elvan (* 1962), türkischer Bergbauingenieur und Politiker (AKP)